# 곤지암 분기점
곤지암 분기점(昆池岩分岐點, Gonjiam Junction, 곤지암JC)은 경기도 광주시 도척면 진우리에 설치된 중부고속도로와 수도권제2순환고속도로가 만나는 분기점이다. 2022년 3월 21일에 개통되었다. 중부고속도로 하남 방향 진입과 청주 방향 진출만 가능 하다.

## 연혁
- 2016년 12월 27일 : 이천 ~ 오산고속도로 신설을 위해 광주시 도시계획시설 교통광장에 도척면 진우리 일원을 곤지암 분기점으로 고시[1]
- 2022년 3월 21일 : 수도권제2순환고속도로 동탄 ~ 곤지암 구간 개통과 함께 통행 개시[2]

## 구조물 정보
- 위치 : 경기도 광주시 도척면 진우리

## 접속하는 노선

### 청주・하남방면
- 중부고속도로 (38-2번)

### 화성・양평방면
- 수도권제2순환고속도로 (7번)